# Lladó

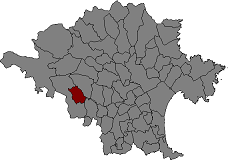
Położenie gminy na mapie comarki Alt Empordà.

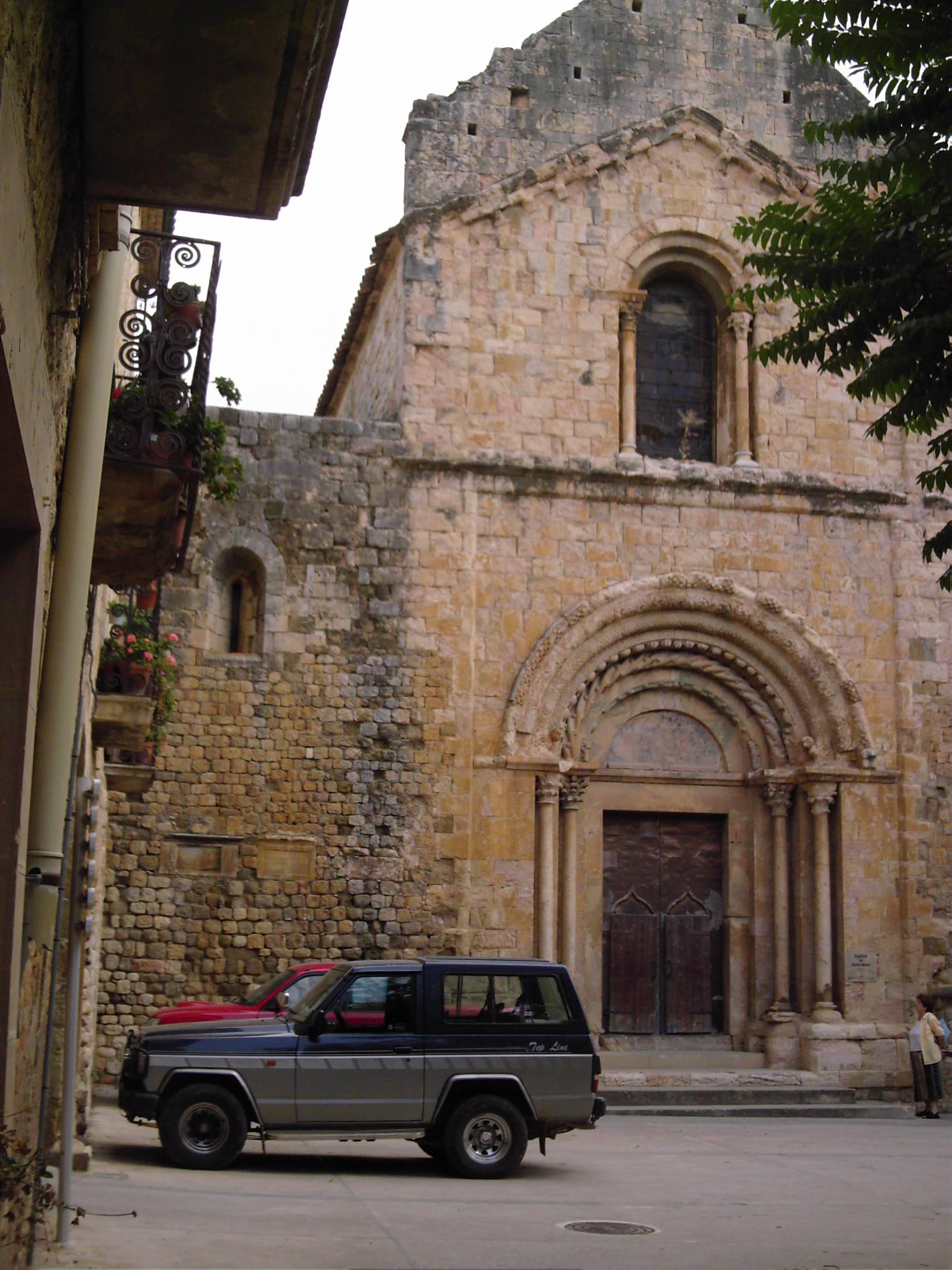
Kościół św. Marii w Lladó.

Lladó – gmina w Hiszpanii,  w Katalonii, w prowincji Girona, w comarce Alt Empordà.
Powierzchnia gminy wynosi 13,50 km². Zgodnie z danymi INE, w 2006 roku liczba ludności wynosiła 591, a gęstość zaludnienia 43,8 osoby/km². Wysokość bezwzględna gminy równa jest 197 metrów.

## Zabytki
- kościół św. Marii z XII wieku.
- kościół parafialny św. Feliu z XVIII wieku, wyremontowany w 1929 roku

## Miejscowości
W skład gminy Lladó wchodzą cztery miejscowości, w tym miejscowość gminna o tej samej nazwie:
- Lladó – liczba ludności: 473
- Llavanera – 14
- El Manol – 27
- El Pujol – 48

| 1991 | 1996 | 2001 | 2004 | 2005 | 2006 |
| ---- | ---- | ---- | ---- | ---- | ---- |
| 484  | 498  | 507  | 561  | 562  | 591  |